# ふたご座ゼータ星
ふたご座ζ星は、ふたご座の恒星で4等星。

## 特徴
10.15日の周期で3.62等から4.18等まで変光するケフェイド変光星の超巨星である。変光に伴ってスペクトル型もF型からG型まで変化する。また分光連星でもあるが、伴星の詳細はわかっていない。

## 名称
学名はζ Geminorum (略称はζ Gem)。固有名のメクブダ (Mekbuda) は、「ライオンの畳んだ脚」という意味のアラビアのアステリズム dhirāʿ al-asad al-maqbūḍa から来ている。これは本来、ふたご座のα星、β星、またはこいぬ座のα星、β星で作られたアステリズムである。これらのペアはいずれも「ライオン」を表すal-asad というふたご座からおとめ座の領域まで広がる、現在のしし座よりはるかに大きなアステリズムの一部だが、どちらのペアが「伸ばした脚」でもう一方が「畳んだ脚」なのか、決定的な証拠は残っていない。この al-maqbūḍa が近年になってζ星の名前に充てられたものである。2016年9月12日、国際天文学連合の恒星の固有名に関するワーキンググループは、Mekbuda をふたご座ζ星の固有名として正式に承認した。